# 비디오 게임의 팬 번역
비디오 게임의 팬 번역(Fan translation of video games)은 팬이 만든 비디오 게임의 비공식 번역이다.
팬 번역 업무는 1990년대 후반 비디오 게임 콘솔 에뮬레이션의 증가와 함께 성장했다. 어렸을 때 즐겼던 게임을 재생하고 수정하는 데 관심이 있는 사람들의 커뮤니티가 발전했다. 이 커뮤니티에서 얻은 지식과 도구를 통해 번역가와 협력하여 원래 국가 이외에서는 한 번도 사용할 수 없었던 비디오 게임 타이틀을 현지화할 수 있었다.
비디오 게임 콘솔 게임의 팬 번역은 일반적으로 게임의 단일 바이너리 ROM 이미지를 수정하여 수행된다. 반면, PC 게임의 팬 번역에는 팬 패치로 패키지 및 배포되는 게임 디렉토리 전체의 많은 바이너리 파일 번역이 포함될 수 있다. 콘솔 게임 번역을 처리할 때 일반적으로 콘솔 에뮬레이터는 최종 제품을 재생하는 데 사용되지만 비공식 하드웨어, 하드웨어 모드 또는 소프트웨어 모드를 사용하여 기본 하드웨어에서 번역된 ROM 이미지를 실행할 수 있다.

## 같이 보기
- 역공학